# Dioniso bar Salibi
Jacob bar Salibi, conosciuto come Dioniso (Melitene, ... – Amida, 2 novembre 1171), è stato un vescovo cristiano orientale, scrittore e santo siro.

## Biografia
Nacque a Melitene, lungo il corso settentrionale dell'Eufrate, come Michele il Siro e Barebreo. Fu battezzato con il nome di Jacob. Adottò il nome Dionysius (Dioniso) nel 1154, quando fu nominato vescovo di Marash dal patriarca Attanasio VII (1138–1166). Un anno dopo gli fu assegnata ad interim anche la diocesi di Mabbog. Nel 1166 Michele il Siro, successore di Atanasio VII, lo trasferì alla diocesi metropolitana di Amid in Mesopotamia, dove rimase fino alla morte.
È venerato come santo dalle Chiese ortodosse e la sua festività cade il 28 novembre.

## Opere
I suoi scritti più importanti sono probabilmente i suoi esaurienti commentari al testo dell'Antico e del Nuovo Testamento, nei quali con grande abilità riunì e riassunse le interpretazioni di scrittori precedenti come Efrem il Siro, Giovanni Crisostomo, Cirillo di Alessandria, Mosè bar Kepha e Giovanni di Dara, che egli stesso cita tutti insieme nella prefazione al suo commentario di Matteo. Tra le sue altre opere principali troviamo un trattato contro gli eretici, che include anche una polemica contro ebrei e musulmani; inoltre trattazioni sulla liturgia, epistole ed omelie.